# Thomas Galey
Thomas Galey (* 1949 in Schillingsfürst; † 2010 in Ellwangen) war ein deutscher Maler der Konkreten Kunst und Lehrer.

## Leben
Galey studierte Kunst an der Staatlichen Akademie der Bildenden Künste in Stuttgart unter Paul Uwe Dreyer. Nach dem Studium des Lehramtes und dem folgenden Referendariat, arbeitete Galey seit 1977 als Oberstudienrat und Kunstlehrer am Peutinger-Gymnasium Ellwangen.
Im Jahre 2009 hatte er seine letzte Ausstellung und verstarb ein Jahr darauf nach langer schwerer Krankheit.